# Hadena folia
Hadena folia är en fjärilsart som beskrevs av William Schaus 1894. Hadena folia ingår i släktet Hadena och familjen nattflyn. Inga underarter finns listade i Catalogue of Life.